# Fukomys kafuensis
Fukomys kafuensis är en art i familjen mullvadsgnagare som förekommer i södra Afrika. Den listades fram till 2006 i släktet Cryptomys.
Arten når en kroppslängd (huvud och bål) av 96 till 129 mm och en svanslängd av 13,5 till 20 mm. Honor är med en genomsnittlig vikt av 75 g något mindre än hannar som väger cirka 95 g. Fukomys kafuensis har 19 till 25 mm långa bakfötter och saknar yttre öron. Pälsen är hos ungdjur ofta gråaktig och den blir mera gulbrun hos vuxna exemplar. I ansiktet förekommer vanligen en större vit fläck. Fukomys kafuensis skiljer sig främst i sina genetiska egenskaper från andra släktmedlemmar.
Denna gnagare lever endemisk i Kafue nationalpark i södra Zambia. Den vistas i gräsmarker, i odlade områden och nära samhällen.
En flock gräver ett underjordiskt tunnelsystem. Allmänt antas att levnadssättet är lika som hos andra mullvadsgnagare. Arten betraktas som skadedjur när den gräver i jordbruksmark eller under gräsmattor. IUCN listar Fukomys kafuensis som sårbar (VU).